# 산울림
《산울림》은 김창완, 김창훈, 김창익 삼형제로 이루어진 대한민국의 록 밴드로 1977년에 결성되어 이후 사실상 31년 남짓 지속되었다.
기타와 보컬은 첫째 김창완, 베이스는 둘째 창훈, 드럼을 막내인 창익이 맡았다. 대한민국에서 대표적인 록 그룹이며 1970년대말 1980년대초로 이어지는 그룹사운드 시대를 연 선구자이기도 하다. 한국 록 역사에 한 획을 긋고, 1970-80년대 한국을 대표하는 모던록 밴드로서 싸이키델릭록, 아트록 등 여러 록 음악과 심지어 동요까지 소화해냈다.

## 역사

### 데뷔 전
삼형제의 맏형 김창완은 미8군 군속 설계사였던 아버지 고 김재혁씨와 장은성씨 사이에서 1954년 출생했고 동생들은 모두 2살 터울로 창훈은 1956년생, 창익은 1958년생이다. 어릴 적 가정환경은 좋지 못했다. 부모의 금실이 좋지 않아 늘 불안정했고 삼형제에게 아버지는 무섭기만 했다. 김창완은 그 시절을 “달아나고 싶었고 공상에 빠지곤 했고 늘 혼자 있고 싶어 했다. 커서도 별반 다르지 않았다.”고 술회했다.
김창완은 서울대 농대 잠사학과를 다녔고 창훈도 같은 대학 식품공학과를 입학했고 막내 창익은 고려대 공대 기계공학과를 졸업하는 등 삼형제는 학업성이 빼어났다. 삼형제가 음악으로 뭉친 것은 김창완이 대학생이 될 무렵인 1970년대 초반이었고 셋은 이때부터 일렉트릭 기타와 베이스, 드럼을 두드리기 시작했다.

### 1973–1979: 결성, 초기 활동
맏형 김창완이 1973년 경 어느 날 500원짜리 어쿠스틱 기타를 집에 사들고 온 후 노래를 작곡하기 시작하면서 시작됐다. 둘째 창훈이 대학에 들어간 기념으로 부모님이 약속한 피아노 대신에 드럼을 요구하여 세 형제가 취미로 밴드 연주를 하게 된다. 곡은 대부분 김창완이 만들었지만 더러 김창훈도 썼다. 나중 거의 1년마다 산울림의 정규 앨범을 발표할 수 있었던 것은 이 무렵 워낙 많은 곡을 만들어놨기 때문이다.
1977년 제1회 MBC 대학가요제에 무이(無異)라는 이름으로 〈문좀 열어줘〉라는 곡으로 예선에 참가하여 1등을 했으나, 맏형인 김창완이 이미 졸업한 상태였기 때문에 본선에는 출전하지 못한다. 그러나, 이 대회에서 1등인 대상을 수상한 샌드 페블즈의 〈나 어떡해〉는 둘째 김창훈이 작사 작곡하여 준 것으로, 산울림의 2집에 다시 리메이크 되어 담겼다. 같은 해 대학을 졸업하면서 그동안 작곡했던 150여 곡이 아까워서 마지막으로 정리하는 기분으로 그들은 앨범 한 장을 내기로 했다. 우여곡절 끝에 레코드 회사에서 녹음을 허락했고, 녹음 당일 취직시험이 있던 김창완은 과감히 녹음을 하기로 결정했다. 그렇게 제작된 《산울림 새노래 모음》(1977)은 이듬해 1978년 겨울을 강타하여 큰 센세이션을 일으켰다.
1집의 충격이 가시기도 전인 78년 5월 2집 '내 마음에 주단을 깔고'를 발표하여 당시로선 드물게 록의 진정성과 대중성을 모두 지닌 앨범이란 평을 받으면서 '내 마음에 주단을 깔고' '노래 불러요' '둘이서' '나 어떡해' 등이 크게 히트하였다. 특히 이 음반은 산울림의 사이키델릭한 음악을 가장 잘 표현한 하나의 작품으로 지금까지도 많은 이들의 사랑을 받으며 70년대 후반 암울했던 가요계에 혜성처럼 등장한 산울림의 걸작으로 평가받는다.
1978년 7월엔 라디오 주제가 '빨간 풍선'이 또다시 공전의 히트를 기록하며 옴니버스 앨범으로 발매되어 확실한 인기그룹으로 정착하였다. 1978년 11월 김창훈의 위악적인 보컬과 거친 퍼즈 기타 톤이 강렬한 '내 마음', 한국 가요 역사상 전무후무한 18분 짜리 싸이키델릭 곡인 '그대는 이미 나'등이 수록된 실험성으로 중무장한 3집을 발표했지만 대중은 그 시도를 외면했다. 1979년에는 이전까지 자신들의 상업적인 모습을 반성하며 동요 1집 '개구장이'를 발표했고 이 역시 크게 히트하여 국민동요로 자리매김했다. 1979년 김창훈, 김창익 두 동생들이 군입대를 하게 되면서 맏형 김창완은 홀로 남게 되어 산울림의 드라마, 영화 음악 모음집인 4집과 형제가 군입대 중 녹음해 5집을 발표하지만 대중의 큰 인기를 얻지는 못했다. 김창훈은 이 시기의 음반을 '사생아'라고 표현했다.

### 1980–현재: 후기 활동과 해체
1980년에는 김창완이 홀로 '고장난 우주선'이란 세션들과 6집을 녹음해 발표했다. 1979년 노고지리가 불러 크게 히트한 '찻잔'이 어쿠스틱 버전으로 리메이크 되어 다시 수록되었고 1978년 발표해 크게 히트했던 빨간풍선도 다시 실렸다. 이 앨범에선 한동안 한국에서 가장 긴 노래제목이었던 '창문너머 어렴풋이 옛생각이 나겠지요.'가 크게 히트했다.
1981년 두 동생들이 제대하면서 그들의 역량을 발휘해 7집 '가지마오'를 발표했다. '가지마오', '먼 나라 이야기', '하얀 달', '끊이지 않는 소리' 같은 대표곡은 산울림 중기를 상징하는 노래로 자리매김했고, '독백', '하얀 밤', '청춘' 등의 발라드는 그 후에 산울림이 여러 시도를 하게 되는 초석을 마련한 곡들이다. 가지마오와 청춘, 독백이 크게 히트했고 1981년 KBS 가요대상 중창부문을 수상했다. 1982년에 발매된 8집에 〈내게 사랑은 너무 써〉와 〈회상〉이 크게 히트해 사랑받았지만 김창완은 '속 보이는 짓'이었다며 상업적인 8집을 가장 싫어한다고 했다. 이러한 반성으로부터 시작된 9집은 3집과 더불어 가장 록적인 앨범으로 평가받지만 시장은 그 시도를 철저히 외면했고, 경제적인 이유로 창훈, 창익 두 형제는 가수 활동을 그만두고 직장에 취직했다.
김창완은 독집 '기타가 있는 수필'을 발표하기도 하고 1984년엔 세션들과 산울림 10집 '너의 의미'를 발표해 히트하였다. 새로운 음악적인 형식이 도입된 11집 '슬픈 장난감'은 앞면엔 발라드가 뒷면엔 뉴웨이브, 디스코 사운드에 곡들이 수록되어 좋은 반응을 얻었다. 김창완은 이 시기부터 드라마에 출연하거나 드라마 음악을 만들었고 후배 가수들을 지원해 이치현과 벗님들, 어금니와 송곳니, 동물원, 장기하와 얼굴들 등의 아티스트들을 배출했다. 1991년 오랜만에 12집 'Adajio'를 발표했지만 이전에 산울림의 음악과는 완전히 이별한 포근한 분위기의 곡들로 채워져 라디오에서 거의 들을 수 없는, 참혹한 실패를 경험했다. 이후 빅쇼, 락 인더 코리아, 문막공연 등을 통해 재결합한 형제는 1997년 산울림 13집을 발표해 '기타로 오토바이를 타자'가 좋은 반응을 얻었다. 이후 다시 공백을 가진 산울림은 2006년 30주년을 맞아 공연하는 등 재결합하여 14집을 준비하던 중에 2008년 1월 29일 형제 중 막내인 김창익이 캐나다 밴쿠버에서 지게차 사고로 인해 사망하면서 공식해체하였다. 2008년 11월 25일 산울림의 삼형제 중 맏형인 김창완이 산울림 시절 발매했던 1집 ~ 13집과 산울림 동요 1집 ~ 4집을 모두 엮어서 산울림 전집인 'The Story of Sanullim - Complete Studio Recordings'를 발매하였다.
현재는 김창완이 김창완밴드로 활동을, 김창훈이 김창훈과 블랙스톤즈를 만들어 각자 활동하고 있다.

## 음악 스타일
수재 소리를 들었던 김창완은 1968년 중앙고 시절부터 1975년 군대 제대까지 CCR, 아이언 버터플라이 등 외국의 록이나 팝에 심취했었다. 국내 가수 중에는 신중현, 김추자, 펄 시스터즈의 노래를 좋아했다.

## 평가
한국민족문화대백과에서는 "당대에는 높은 창의성에도 불구하고 연주력이 낮다는 이유로 과소평가되기도 했다. 그렇지만 1990년대 이후 ‘인디’ 계열의 음악인들로부터 절대적인 추종을 받고 있다."고 설명한다.

## 구성원
- 김창완
- 김창훈
- 김창익

## 음반 목록

### 정규 음반
- 1집 《산울림 새노래 모음》 (1977년)
- 2집 《산울림 2집》 (1978년)
- 3집 《산울림 3집》 (1978년)
- 4집 《특급 열차/우리강산》 (1979년)
- 5집 《한낮의 모래시계/이렇게 갑자기》 (1979년)
- 6집 《조금만 기다려요/어느 비내리던 날》 (1980년)
- 7집 《가지마오/하얀달/청춘》 (1981년)
- 8집 《새야 날아/내게 사랑은 너무 써》 (1982년)
- 9집 《웃는 모습으로 간직하고 싶어/멀어져간 여자》 (1983년)
- 10집 《너의 의미/지금 나보다/꿈이야 생각하며 잊어줘》 (1984년)
- 11집 《그대 떠나는 날 비가 오는가?/슬픈 장난감》 (1986년)
- 12집 《아다지오/꿈꾸는 공원/추억》 (1991년)
- 13집 《무지개/기타로 오토바이를 타자》 (1997년)

### 동요 음반
- 《어린이에게 보내는 산울림의 동요선물 1집 - 개구쟁이》 (1978년)
- 《어린이에게 보내는 산울림의 동요선물 2집 - 산할아버지》 (1981년)
- 《어린이에게 보내는 산울림의 동요선물 3집 - 이게 웬 긴 꼬리냐/엄마품》 (1982년)
- 《동심의 노래》(1984년)

### 영화
- 내일 또 내일 (1979년)
- 슈퍼 삼총사 (1982년)
- 이티 이야기 (1983년)

### 컴필레이션 음반
- 산울림 록사운드 (1982년)
- 산울림 러브사운드 (1982년)
- 산울림 Rock World (1983년)
- 산울림 사랑의 발라드 (1983년)
- 산울림 Great hits 1~4 (1987년)
- 초록색대문 (1998년)
- 하늘색 꽃병 (1998년)
- 산울림 다시듣기 '청춘, 위로, 추억' (2005년)
- Evening Breeze (2024년)

이 외에도 10개 이상의 컴필레이션 앨범이 발매되었고, 후배가수들이 1999년에 산울림 헌정앨범인 '77 99 22'를 발매하기도 하였다.

## 수상
- 1978년 TBC 가요대상 중창부문
- 1981년 KBS 가요대상 중창부문
- 2009년 제6회 한국대중음악상 〈공로상〉

## 같이 보기
- 김창완